# Marciano Vink
Marciano Carlos Alberto Vink (Paramaribo, 17 ottobre 1970) è un ex calciatore olandese, di ruolo centrocampista.

## Carriera

### Club
Vink iniziò la carriera professionistica nel 1988, a 18 anni, giocando per l'Ajax. Con i Lancieri esordì nelle coppe europee il 5 ottobre 1988 contro lo Sporting Lisbona (1-2, gara di ritorno dei trentaduesimi di finale della Coppa UEFA 1988-1989). Con l'Ajax ha vinto una Eredivisie, una KNVB beker, una Johan Cruijff Schaal e una Coppa UEFA.
Nel 1993 si trasferì tramite Mino Raiola in Italia al Genoa per 9,5 miliardi di lire, con cui disputò 13 partite in Serie A, realizzando 2 gol, di cui uno nel derby contro la Sampdoria al termine di una incredibile azione personale partita dalla propria metà campo e conclusa con un tiro a fil di palo dopo aver superato quattro avversari. A fine stagione, con il Genoa classificatosi undicesimo, tornò nei Paesi Bassi per giocare con il PSV Eindhoven. Nelle cinque stagioni trascorse ad Eindhoven giocò poco a causa di diversi infortuni, tra cui quello subito nel 1997 in un contrasto con Luís Figo durante la partita di Champions League contro il Barcellona. Passò il resto della stagione e anche la seguente tentando di recuperare e nel 1999 il PSV decise di non rinnovargli il contratto.
Vink decise quindi di provare a rilanciarsi nell'ADO Den Haag. Nel 2001, dopo un anno di inattività, disputò un'altra stagione con i sudafricani nell'Ajax Cape Town e si ritirò definitivamente nel 2002.

### Nazionale
Vink collezionò 2 presenze con la Nazionale olandese nel 1991 in occasione delle qualificazioni per Euro '92 contro Malta e Finlandia.

## Statistiche

### Cronologia presenze e reti in nazionale
| Cronologia completa delle presenze e delle reti in nazionale ― Paesi Bassi | Cronologia completa delle presenze e delle reti in nazionale ― Paesi Bassi | Cronologia completa delle presenze e delle reti in nazionale ― Paesi Bassi | Cronologia completa delle presenze e delle reti in nazionale ― Paesi Bassi | Cronologia completa delle presenze e delle reti in nazionale ― Paesi Bassi | Cronologia completa delle presenze e delle reti in nazionale ― Paesi Bassi | Cronologia completa delle presenze e delle reti in nazionale ― Paesi Bassi | Cronologia completa delle presenze e delle reti in nazionale ― Paesi Bassi |
| Data                                                                       | Città                                                                      | In casa                                                                    | Risultato                                                                  | Ospiti                                                                     | Competizione                                                               | Reti                                                                       | Note                                                                       |
| -------------------------------------------------------------------------- | -------------------------------------------------------------------------- | -------------------------------------------------------------------------- | -------------------------------------------------------------------------- | -------------------------------------------------------------------------- | -------------------------------------------------------------------------- | -------------------------------------------------------------------------- | -------------------------------------------------------------------------- |
| 13-3-1991                                                                  | Rotterdam                                                                  | Paesi Bassi                                                                | 1 – 0                                                                      | Malta                                                                      | Qual. Euro 1992                                                            | -                                                                          |                                                                            |
| 17-4-1991                                                                  | Rotterdam                                                                  | Paesi Bassi                                                                | 2 – 0                                                                      | Finlandia                                                                  | Qual. Euro 1992                                                            | -                                                                          |                                                                            |
| Totale                                                                     |                                                                            | Presenze                                                                   | 2                                                                          |                                                                            | Reti                                                                       | 0                                                                          |                                                                            |

## Palmarès

### Club

#### Competizioni nazionali
- Campionato olandese: 2

Ajax: 1989-1990
PSV Eindhoven: 1996-1997
- Coppa dei Paesi Bassi: 2

Ajax: 1992-1993
PSV Eindhoven: 1995-1996
- Supercoppa dei Paesi Bassi: 3

PSV Eindhoven: 1996, 1997, 1998

#### Competizioni internazionali
- Coppa UEFA: 1

Ajax: 1991-1992